# Axel Hager
Axel Hager (Burg auf Fehmarn, 14 de marzo de 1969) es un deportista alemán que compitió en voleibol, en la modalidad de playa.
Participó en dos Juegos Olímpicos de Verano, en los años 1996 y 2000, obteniendo una medalla de bronce en Sídney 2000 (haciendo pareja con Jörg Ahmann). Ganó dos medallas en el Campeonato Europeo de Vóley Playa, plata en 1996 y bronce en 1994.

## Palmarés internacional
| Juegos Olímpicos   | Juegos Olímpicos   | Juegos Olímpicos  | Juegos Olímpicos |
| Año                | Lugar              | Medalla           | Pareja           |
| ------------------ | ------------------ | ----------------- | ---------------- |
| 2000               | Sídney (Australia) | Medalla de bronce | Jörg Ahmann      |
| Campeonato Europeo |                    |                   |                  |
| Año                | Lugar              | Medalla           | Pareja           |
| 1994               | Almería (España)   | Medalla de bronce | Jörg Ahmann      |
| 1996               | Pescara (Italia)   | Medalla de plata  | Jörg Ahmann      |